# August von Eckermann
Adam Mauritz August von Eckermann, född 1859, död 1921, var en svensk mariningenjör. Han var farbror till Harry von Eckermann.

## Biografi
Eckermann genomgick École d'application du génie maritime i Cherbourg och var 1882–1885 anställd vid R. Napier & sons varv i Glasgow. Han samarbetade därefter med Thorsten Nordenfelt för konstruktion av undervattensbåtar, delvis som dennes representant i Turkiet, blev underingenjör vid mariningenjörsstaten 1888, marindirektör av första graden 1910 samt marinöverdirektör 1914. 
Eckermann var 1909–1914 chef för ingenjördepartementet vid flottans varv i Karlskrona. Under von Eckermanns ledning konstruerades och byggdes pansarskeppen Gustaf V och Drottning Victoria, jagarna Wrangel och Wachtmeister samt sex undervattensbåtar. Eckermann nedlade ett förtjänstfullt arbete för införande av utväxlade turbiner på flottans fartyg.